# Closing Time (албум)
„Closing Time“ e дебютният студиен албум на американския музикант Том Уейтс. Албумът е пуснат на пазара през 1973 г. от Asylum Records и е продуциран от Джери Йестър.

## Песни
Автор на текстовете и музиката е Том Уейтс.
1. Ol' 55 – 3:58
2. I Hope That I Don't Fall in Love With You – 3:54
3. Virginia Avenue – 3:10
4. Old Shoes (& Picture Postcards) – 3:40
5. Midnight Lullaby – 3:26
6. Martha – 4:30
7. Rosie – 4:03
8. Lonely – 3:12
9. Ice Cream Man – 3:05
10. Little Trip to Heaven (On the Wings of Your Love) – 3:38
11. Grapefruit Moon – 4:50
12. Closing Time – 4:20